# لوسی پانچ
لوسی پانچ (به انگلیسی: Lucy Punch) (زاده ۳۰ دسامبر ۱۹۷۷ در لندن) هنرپیشه اهل انگلستان است.
وی در سریال پوآروی آگاتا کریستی که یک مجموعه تلویزیونی بریتانیایی هست ایفای نقش کرد. لوسی پانچ در سریال بعدی خود زندگی و مرگ پیتر سلرز (۲۰۰۴) که یک مجموعه کمدی درام است ظاهر شد. در این سریال در کنار شارلیز ترون و امیلی واتسون همبازی بود. این مجموعه تلویزیونی برنده بهترین فیلم تلویزیونی از جشنواره گلدن گلوب شد. لوسی پانچ در فیلم معلم بد (۲۰۱۱)، که یک در ژانر کمدی سیاه بود در کنار کامرون دیاز نقش آفرینی کرد. وی همچنین در سریال حوادث ناگوار (۲۰۱۸)در نقش آفرینی کرده
از دیگر فیلم‌هایی که او در آن بازی کرده‌است می‌توان به ستاره‌هایی در فیلم‌های کوتاه، ترک لاس وگاس، اونجوری بامزه است، سنت ترینیان، بن و کیت، چگونه یک دختر درست کنیم، تکه‌ای از بهشت، انگشتان سبز، مغز زنانه و معلم بد اشاره کرد.